# Колесникова Діна Михайлівна
Ді́на Миха́йлівна Коле́сникова (нар. 25 лютого 1928, Зарайськ) — український мистецтвознавець і педагог; член Спілка радянських художників України з 1962 року. Дружина мистецтвознавця Михайла Факторовича.

## Біографія
Народилася 25 лютого 1928 року в місті Зарайську (нині Московська область, Росія). 1951 року закінчила історичний факультет Ленінградського університету. Її педагогами були Наталія Флітнер, Микола Пунін, Олексій Савинов, Елеонора Гомберг-Вержбинська, Михайло Доброклонський, Михайло Каргер. Була членом КПРС.
Після здобуття фахової освіти працювала в Ленінградському екскурсійному бюро; з 1952 року — молодший науковий співробітник Київського музею російського мистецтва; протягом 1962—1994 років — старший викладач Київського художнього інституту/Української академії мистецтв. Жила в Києві в будинку на вулиці Басейній, № 13, квартира № 5.
1994 року виїхала до Сан-Франциско (США).

## Наукова діяльність
Працювала в галузях мистецтвознавства та художньої критики. Авторка статей в періодичній пресі, упорядник каталогів та художніх альбомів, зокрема у співавторстві уклала
каталоги
- «Киевский государственный музей русского искусства» (1955);
- «Ювілейна художня виставка Української РСР» (1957);
- «Всесоюзная художественная виставка» (1957);
- «Рисунок и акварель русских художников второй половины ХVIII — начала ХХ вв.» (1964);
- «Киевский музей русского искусства» (1992, випуск 1, 2);

альбоми
- «Нові твори українських радянських художників» (1963);
- «Російський живопис в музеях України» (1986).

Співавторка книги «Російське мистецтво» (1976). Авторка науково-популярних статей про творчість російських художників, низки статей про митців в Українській радянській енциклопедії, вступої статті до каталогу «Пейзажная живопись передвижников» (1972), досліджень «К вопросу об атрибуции и каталогизации произведений художника С. Ю. Жуковского» (1981), «Museum of Kiev» (1984).